# Miguel Ángel D'Annibale
Miguel Ángel D'Annibale (Florida, 27 de marzo de 1959 – Buenos Aires, 14 de abril de 2020) fue un sacerdote y obispo argentino que en su último cargo se desempeñó como el 5° obispo de San Martín desde 2018, hasta su fallecimiento en 2020.

## Biografía

### Primeros años y formación
Miguel Ángel nació el día 27 de marzo de 1959, en la localidad de Florida, provincia de Buenos Aires, Argentina.
Sus estudios eclesiásticos los realizó en el Seminario Diocesano de San Isidro.

### Sacerdocio
El 6 de diciembre de 1985 fue ordenado sacerdote, del por entonces Obispo de San Isidro, Jorge Casaretto.

## Episcopado

### Obispo Auxiliar de Río Gallegos
El 19 de febrero de 2011, el papa Benedicto XVI lo nombró arzobispo Titular de Nasai y Obispo auxiliar de Río Gallegos.
Ordenación episcopal
Fue consagrado el 29 de abril del mismo año, en el salón Juan Pablo II del Colegio Carmen Arriola de Marín, a manos del por entonces obispo de San Isidro, Jorge Casaretto.
Sus co-consagradores fueron el por entonces obispo de Río Gallegos, Juan Carlos Romanin SDB, el por entonces obispo de Rafaela, Carlos Franzini, el por entonces obispo coajutor de San Isidro, Óscar Vicente Ojea y el por entonces obispo auxiliar de Buenos Aires, Alberto Fernández Alara.
Inició su ministerio episcopal como Obispo Auxiliar de Río Gallegos, en el Santuario San Cayetano de la ciudad de Río Gallegos el 22 de mayo de 2011.
Cargos durante el Obispado
En la Conferencia Episcopal Argentina desempeñó distintos cargos: en la Pastoral de Liturgia, Pastoral de Laicos y Pastoral de la Comunicación.

### Obispo de Río Gallegos
Administrador Apostólico
El 18 de abril de 2012, el papa Benedicto XVI lo nombró Administrador Apostólico de la diócesis de Río Gallegos durante un periodo de sede vacante.
Nombramiento
El 21 de febrero de 2013, el papa Benedicto XVI, lo nombró 5° obispo de Río Gallegos. 
Toma de posesión canónica
Tomó posesión canónica el 1 de mayo del mismo año, durante una ceremonia en el Boxing Club de la ciudad de Río Gallegos.

### Obispo de San Martín
El 15 de junio de 2018, el papa Francisco lo nombró 5° obispo de San Martín.
Toma de posesión canónica
Tomó posesión canónica el 1 de septiembre del mismo año, durante una ceremonia en la Municipalidad de San Martín.

## Fallecimiento
En 2009 fue diagnosticado de leucemia crónica, por lo cual precisó tratamiento. 
El 14 de abril de 2020, a los 61 años de edad, a causa de una leucemia mieloide aguda M4, falleció en el CEMIC de Saavedra en el cual estaba internado.
Sus restos fueron depositados en la cripta de la Catedral Jesús Buen Pastor.